# Complesso di Sant'Antoniello a Port'Alba
Il complesso di Sant'Antoniello a Port'Alba si erge in piazza Bellini, nel centro storico di Napoli. Il palazzo è sede della Biblioteca di Area Umanistica (BRAU) dell'Università degli Studi di Napoli Federico II.

## Storia
La fondazione del palazzo, come convento, risale al 1564 per volere di suor Paola Cappellani. Per l'ampliamento del monastero si inglobò nella struttura originaria, il vicino palazzo dei Principi di Conca. A seguito di questi rifacimenti, venne chiusa la facciata originaria, di cui si osservano ancora i resti del portale originale.
L'attuale prospetto è del XVIII secolo, costruito assieme al grande scalone a doppia rampa.
Dal 26 gennaio 2009 il complesso, dopo un recente restauro, insieme all'attiguo palazzo Conca, è sede della BRAU, la biblioteca di ricerca dell'area umanistica dell'Università degli Studi di Napoli Federico II, già biblioteca della Facoltà di lettere e filosofia.
Tra il 2023 e il 2025 si è avuto un totale restauro dell'interno della chiesa, del suo apparato decorativo in stucco e delle opere d'arte contenute.

## Interni
L'architettura e le opere dell'interno si presentano secondo evidenti forme del barocco napoletano, grazie soprattutto alla ricchissima decorazione in stucco di Arcangelo Guglielmelli che restaurò la chiesa nel 1684.
L'altare è in commessa marmorea, con inserti di madreperla; il dipinto dell'altare maggiore, Santa Cecilia in estasi, è di Bernardo Cavallino, ma, dopo varie polemiche, oggi l'opera si trova nella Reggia di Capodimonte.
Sugli altari laterali sono collocate le tele di Antonio Sarnelli (Morte di San Giuseppe), di Ferdinando Castiglia (San Filippo Benizi) e di Luigi Taglialatela (Sacro Cuore di Gesù, San Giovanni Bosco). Nel soffitto è possibile ammirare il dipinto che raffigura Sant'Antonio, opera dell'inizio del XVII secolo di un ignoto pittore manierista. Da menzionare anche la statua lignea di San Michele Arcangelo del XVIII secolo.

## Nei media
Nel 2007 il complesso è stato utilizzato per le riprese degli esterni dell'ottava stagione della fiction La squadra, come sede del commissariato "Bellini" nel quale veniva trasferito il vicequestore Valerio Cafasso.